# Klaus Berntsen

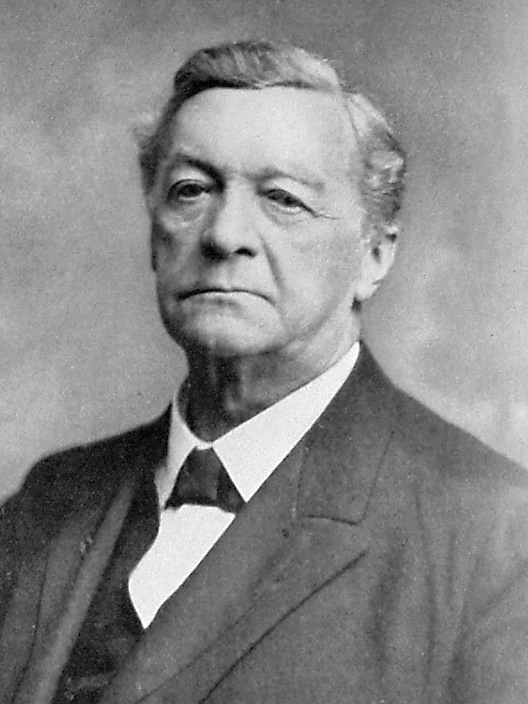
Klaus Berntsen

Klaus Berntsen (* 12. Juni 1844 in Eskilstrup; † 27. März 1927 in Kopenhagen) war ein dänischer Politiker und Ministerpräsident.

## Berufliche Laufbahn
Nach dem Schulbesuch absolvierte er ein Lehramtsstudium, in dem er von den Ideen von Nikolai Frederik Severin Grundtvig geprägt wurde, dem Begründer der dänischen Volkshochschulbewegung (folkehøjskoler). Später wurde er selbst Leiter der Volkshochschule von Bogense auf Fünen. Daneben war er von 1880 bis 1887 Mitherausgeber der 1872 gegründeten Tageszeitung Fyns Tidende sowie von 1893 bis 1895 der Zeitung Friskolens Tidende. Zuletzt war er von 1897 bis 1908 Direktor einer Kreditvereinigung.

## Politische Laufbahn

### Langjähriger Abgeordneter
Berntsen nahm schon frühzeitig am politischen Leben teil, war jedoch in den ersten Jahren trotz seiner populären Agitation ohne besonderen Einfluss innerhalb der Liberalen Partei (Venstre), sondern lediglich kommunalpolitisch tätig. Nach Gründung der Moderaten Partei (Det Moderate Venstre) trat er 1880 zu dieser Gruppe über.
1873 wurde er erstmals zum Abgeordneten des Parlaments Folketing gewählt, dem er zunächst als Vertreter des Wahlkreises Bogense bis 1884 angehörte. Zwei Jahre später wurde er erneut zum Abgeordneten des Folketings gewählt, in dem er dann vierzig Jahre bis 1926 den Wahlkreis Assens vertrat. Mit 51 Parlamentsjahren ist er der Abgeordnete mit der bislang längsten Zugehörigkeit zum dänischen Parlament.

### Minister und Ministerpräsident von 1910 bis 1913
Insbesondere nach dem Zusammenschluss der Moderaten Partei und der Liberalen Partei zur Venstre im Jahr 1910 gewann er zunehmend an Einfluss. Von Oktober 1908 bis Oktober 1909 war er Innenminister in den Kabinetten von Niels Neergaard und Ludvig Holstein-Ledreborg.
Am 5. Juli 1910 wurde er von König Friedrich VIII., der sein persönlicher Freund war, zum Regierungschef (Konseilspræsident) ernannt. In seinem bis zum 13. Juni 1913 amtierenden Kabinett übernahm er zusätzlich das Amt des Verteidigungsministers.
Gerade wegen der persönlichen Freundschaft genoss seine Regierung die besondere Unterstützung des Königs. Nach dessen Tod und der Nachfolge durch König Christian X. wurde jedoch Kritik an der Regierung laut, in der insbesondere die Vernachlässigung sozialer Fragen angeprangert wurde. Noch 1913 versprach er eine Überarbeitung der Verfassung, wurde jedoch zuvor als Premierminister durch Carl Theodor Zahle abgelöst.
Zuletzt war er vom 5. Mai 1920 bis zum 9. Oktober 1922 im zweiten Kabinett Neergard erneut Verteidigungsminister.